# Joe Worsley
Joseph Paul Richard Worsley (Londres, 14 de junio de 1977) es un entrenador, filántropo y exrugbista británico que se desempeñaba como ala. Fue internacional con la Rosa de 1999 a 2011 y se consagró campeón del mundo en Australia 2003.

## Carrera
Luego ayudó a Wasps a ganar la Copa Anglo-Galesa en 1999 y 2000. Entre sus trofeos se encuentran cuatro títulos de Premiership en 2003, 2004, 2005 y 2008. Jugó en las cuatro finales y anotó un try en 2003. También disputó las finales de la Copa Heineken de 2004 y 2007.

## Selección nacional
Representó a la selección juvenil desde la categoría M-16.
Clive Woodward lo convocó a la Rosa por vez primera, para disputar la Copa Mundial de Gales 1999 y debutó contra Tonga.
El 1 de agosto de 2011 se anunció que Worsley había sido excluido del equipo de entrenamiento, debido a una lesión y probablemente se perdería el mundial de Nueva Zelanda 2011. El 14 de noviembre se anunció que Worsley se vería obligado a retirarse, debido a una lesión en el cuello.

### Participaciones en Copas del Mundo
Woodward lo convocó a Gales 1999 sin haber debutado y como suplente de Richard Hill.
| Mundial                       | Sede      | Resultado        | PJ | Tries |
| ----------------------------- | --------- | ---------------- | -- | ----- |
| Copa Mundial de Rugby de 1999 | Gales     | Cuartos de final | 2  | 0     |
| Copa Mundial de Rugby de 2003 | Australia | Campeón          | 3  | 0     |
| Copa Mundial de Rugby de 2007 | Francia   | Subcampeón       | 5  | 0     |

Woodward lo llevó a Australia 2003 nuevamente como suplente de Hill.
Brian Ashton lo convocó a Francia 2007 como suplente de Martin Corry.

### Leones
En 2009 el escocés Ian McGeechan, lo seleccionó a los Leones Británicos e Irlandeses para participar de la gira a Sudáfrica y fue suplente de su compatriota Tom Croft.
Jugó la última prueba contra los Springboks, siendo titular y formó junto al irlandés Jamie Heaslip y el galés Martyn Williams.